# ADDP/Cabo Frio
A Associação Desportiva Drogaria do Povo mais conhecida como ADDP/Cabo Frio é um clube de futebol de salão da cidade de Cabo Frio, do estado do Rio de Janeiro. Foi fundado em 1 de julho de 2005. Comanda seus jogos no Ginásio Aracy Machado, em Cabo Frio.

## Títulos

### Nacional
- Taça Brasil de Futsal - 2º divisão: 2014[1]

### Estadual
- Campeonato Carioca de Futsal: 2013[2] e 2014;
- Campeonato Estadual de Futsal: 2013;
- Campeonato Carioca de Futsal (categoria de juniores): 2014;
- Campeonato Estadual de Futsal (categoria de juniores): 2013;

### Destaque
- Vice-campeão da Liga Sudeste: 2013